# Wyrandy
Wyrandy [pronunciación en polaco: /vɨˈrandɨ/] (en alemán: Wiranden) es un pueblo ubicado en el distrito administrativo de Gmina Purda, dentro del Condado de Olsztyn, Voivodato de Varmia y Masuria, en Polonia del norte. Se encuentra aproximadamente a 2 kilómetros al oeste de Purda y a 15 kilómetros al sureste de la capital regional Olsztyn. Está localizado en Warmia.
Antes de 1772, el área fue parte del Reino de Polonia, hasta 1871 fue de Prussia, luego desde 1871 hasta 1945 fue de Alemania, y otra vez de Polonia desde entonces 1945.